# Dario Čanađija
Dario Čanađija (Bjelovar, 17 aprile 1994) è un calciatore croato, centrocampista dell'Ordabasy.

## Carriera

### Club
Nella stagione 2011-2012 ha giocato 12 partite nella massima serie croata; l'anno seguente ha disputato 3 partite nei preliminari di Europa League e ha segnato 4 gol in 23 presenze nel campionato croato. Nella stagione 2014-2015 ha vestito la maglia dello Spezia in Serie B. Ha giocato 12 partite e segnato 1 gol e il 4 agosto 2015 lo Spezia ha comunicato di aver rinnovato il suo prestito.
Il 23 agosto 2021, i norvegesi del Sarpsborg 08 hanno reso noto l'ingaggio di Čanađija, col giocatore che si è legato al nuovo club con un contratto valido fino al successivo 31 dicembre.
Il 18 febbraio 2022 è passato all'Aalesund, a cui si è legato con un accordo annuale, con opzione per un ulteriore anno.
Svincolato dopo questa esperienza, in data 27 gennaio 2023 si è accordato con il Sebenico. Negli anni seguenti gioca nella prima divisione bosniaca con il Zrinjski Mostar, nella seconda divisione greca con il Kīfisias e nella prima divisione rumena con il Gloria Buzău.

### Nazionale
A giugno 2013 è stato inserito nella lista dei convocati per il Mondiale Under-20; ha giocato da titolare nella prima partita della fase a gironi del torneo, vinta per 1-0 contro i pari età dell'Uruguay, e nella seconda, pareggiata per 1-1 contro l'Uzbekistan.
Ha inoltre giocato alcune partite anche con le nazionali giovanili croate Under-19 ed Under-21.

## Statistiche

### Presenze e reti nei club
Statistiche aggiornate al 27 gennaio 2023.
| Stagione             | Squadra              | Campionato           | Campionato | Campionato | Coppe nazionali | Coppe nazionali | Coppe nazionali | Coppe continentali | Coppe continentali | Coppe continentali | Altre coppe | Altre coppe | Altre coppe | totale | totale | totale |
| Stagione             | Squadra              | Comp                 | Pres       | Reti       | Comp            | Pres            | Reti            | Comp               | Pres               | Reti               | Comp        | Pres        | Reti        | Pres   | Reti   |        |
| -------------------- | -------------------- | -------------------- | ---------- | ---------- | --------------- | --------------- | --------------- | ------------------ | ------------------ | ------------------ | ----------- | ----------- | ----------- | ------ | ------ | ------ |
| 2011-2012            | Slaven Belupo        | 1.HNL                | 12         | 0          | CC              | 0               | 0               | -                  | -                  | -                  | -           | -           | -           | 12     | 0      |        |
| 2012-2013            | Slaven Belupo        | 1.HNL                | 23         | 4          | CC              | 6               | 0               | UEL                | 3                  | 0                  | -           | -           | -           | 32     | 4      |        |
| 2013-2014            | Slaven Belupo        | 1.HNL                | 27+1       | 1          | CC              | 5               | 2               | -                  | -                  | -                  | -           | -           | -           | 33     | 3      |        |
| Totale Slaven Belupo | Totale Slaven Belupo | Totale Slaven Belupo | 62+1       | 5          |                 | 11              | 2               |                    | 3                  | 0                  |             | -           | -           | 77     | 2      |        |
| lug.-ago. 2014       | Rijeka               | 1.HNL                | 1          | 0          | CC              | -               | -               | UEL                | 2                  | 0                  | -           | -           | -           | 3      | 0      |        |
| ago. 2014-2015       | Spezia               | B                    | 14         | 1          | CI              | -               | -               | -                  | -                  | -                  | -           | -           | -           | 14     | 1      |        |
| 2015-2016            | Spezia               | B                    | 19+2       | 1          | CI              | 3               | 0               | -                  | -                  | -                  | -           | -           | -           | 24     | 1      |        |
| Totale Spezia        | Totale Spezia        | Totale Spezia        | 33+2       | 2          |                 | 3               | 0               |                    | -                  | -                  |             | -           | -           | 38     | 2      |        |
| 2016-2017            | Rijeka               | 1.HNL                | 24         | 0          | CC              | 4               | 0               | UEL                | 1                  | 0                  | -           | -           | -           | 29     | 0      |        |
| 2017-2018            | Olimpija Lubiana     | 1.SNL                | 15         | 0          | CS              | 2               | 0               | UEL                | -                  | -                  | -           | -           | -           | 17     | 0      |        |
| 2018-feb. 2019       | Rijeka               | 1.HNL                | 16         | 0          | CC              | 2               | 2               | UEL                | 2                  | 0                  | -           | -           | -           | 20     | 2      |        |
| Totale Rijeka        | Totale Rijeka        | Totale Rijeka        | 41         | 0          |                 | 6               | 2               |                    | 5                  | 0                  |             | -           | -           | 52     | 2      |        |
| feb.-giu. 2019       | Slaven Belupo        | 1.HNL                | 11         | 1          | CC              | -               | -               | -                  | -                  | -                  | -           | -           | -           | 11     | 1      |        |
| lug.-ago. 2019       | Slaven Belupo        | 1.HNL                | 3          | 0          | CC              | 0               | 0               | -                  | -                  | -                  | -           | -           | -           | 3      | 0      |        |
| Totale Slaven Belupo | Totale Slaven Belupo | Totale Slaven Belupo | 14         | 1          |                 | 0               | 0               |                    | -                  | -                  |             | -           | -           | 14     | 1      |        |
| ago. 2019-2020       | HNK Gorica           | 1.HNL                | 22         | 0          | CC              | 2               | 0               | -                  | -                  | -                  | -           | -           | -           | 24     | 0      |        |
| 2020-2021            | Astra Giurgiu        | L1                   | 30         | 1          | CR              | 5               | 0               | -                  | -                  | -                  | -           | -           | -           | 35     | 1      |        |
| ago.-dic. 2021       | Sarpsborg 08         | ES                   | 12         | 1          | CN              | 1               | 0               | -                  | -                  | -                  | -           | -           | -           | 13     | 1      |        |
| 2022                 | Aalesund             | ES                   | 21         | 1          | CN              | 2               | 1               | -                  | -                  | -                  | -           | -           | -           | 23     | 2      |        |
| gen.-giu. 2023       | Sebenico             | 1.HNL                | 0          | 0          | CC              | 0               | 0               | -                  | -                  | -                  | -           | -           | -           | 0      | 0      |        |
| Totale carriera      | Totale carriera      | Totale carriera      | 250+3      | 11         |                 | 32              | 5               |                    | 8                  | 0                  |             | -           | -           | 293    | 16     |        |

## Palmarès

### Club

#### Competizioni nazionali
- Supercoppa di Croazia: 1

Rijeka: 2014
- Campionato croato: 1

Rijeka: 2016-2017
- Coppa di Croazia: 1

Rijeka: 2016-2017
- Campionato sloveno: 1

Olimpia Lubiana: 2017-2018
- Coppa di Slovenia: 1

Olimpia Lubiana: 2017-2018